# Pandora (instrument muzyczny)
Pandora – dawny instrument muzyczny wyposażony w pudło rezonansowe oraz struny, zakorzeniony w kulturach starożytnej Grecji i Rzymu; przodek instrumentów szyjkowych, m.in. europejskich lutni oraz instrumentów smyczkowych.
Pandora miała mały, wypukły korpus, długą, wąską szyjkę (wg Atenajosa wykonywane z drewna namorzynowego) i trzy struny (o których liczbie wspomniał Juliusz Polluks w swoim Onomastikonie). Zachowane od IV wieku p.n.e. reliefy z terakoty i kamienia przedstawiają wizerunki kobiet i Erosa szarpiących struny pandory palcami lub – częściej – zarywających je plektronem.
Prawdopodobnie instrument wywodzi się z łuku muzycznego, ponieważ nazwa pandora pochodzi od sumeryjskiego pan-tur, czyli „łuk mały” – terminu, którym Sumerowie określali ten instrument. Badacze dopatrują się bliższego czasowo powinowactwa również w kulturach asyryjskiej i kapadockiej. Z biegiem czasu pandora przenikała w głąb Europy, gdzie terminem tym zaczęto określać podobne instrumenty. Jeden z nich, podobny do cytary i wyposażony w 5 do 10 zdwojonych strun utrwalił się w XVI wieku pod nazwą bandora.